# El Piruche
El Piruche är en ort i Mexiko.   Den ligger i kommunen Rayón och delstaten San Luis Potosí, i den centrala delen av landet, 270 km norr om huvudstaden Mexico City. El Piruche ligger 1 092 meter över havet och antalet invånare är 124.
Terrängen runt El Piruche är huvudsakligen kuperad, men den allra närmaste omgivningen är platt. Runt El Piruche är det ganska glesbefolkat, med 21 invånare per kvadratkilometer. Närmaste större samhälle är Rayón, 16,0 km väster om El Piruche. I omgivningarna runt El Piruche växer huvudsakligen savannskog.